# Fauna e flora do Peru
Na zona árida da costa, a vegetação, composta principalmente por cactáceas, está adaptada para atrair a humidade da atmosfera brumosa. Os vales fluviais dessa região constituem autênticos oásis. Durante o verão, o aquecimento das águas marinhas provoca a morte do plâncton e, em consequência, o desaparecimento de grande parte dos peixes e das aves marinhas.
A aridez das ladeiras ocidentais da cordilheira Ocidental diminui com a altura. Cactos, gramíneas, arbustos espinhosos e algumas árvores crescem nas zonas altas, enquanto que nas punas — altiplanos situados a mais de 3.500m — dominam os pastos de gramíneas, habitats de animais bem adaptados a essas condições naturais, a lhama, a alpaca, o guanaco e a vicunha. Em altitudes superiores a cinco mil metros, só subsistem musgos, líquens e algumas ervas.
A leste dos Andes, na Amazônia peruana, a paisagem biológica é em tudo semelhante à da Amazônia brasileira, e a flora, naturalmente, dá lugar à floresta tropical, cuja fauna em nada difere da do extremo norte do Brasil, representada por onças, antas, ariranhas, porcos-do-mato, alpacas, lhamas grande variedade de macacos, maior ainda de aves e insetos.